# Abbaye de Bellelay
L'abbaye de Bellelay est une ancienne abbaye de l'ordre des Prémontrés, à Bellelay, dans la commune de Saicourt, située dans l'arrondissement administratif bernois du Jura bernois. Devenue ensuite clinique psychiatrique, elle attend désormais une nouvelle affectation après le départ de la psychiatrie pour Moutier.

## Histoire
Selon la légende, le monastère fut fondé en 1136 par Siginand, prévôt de l'abbaye de Moutier-Grandval. Celui-ci chassait un sanglier à travers la forêt jurassienne. Quand il l'eut enfin atteint, il n'arriva plus à ressortir de la contrée sauvage qu'était à l'époque le Haut Jura. Il fit vœu de construire un monastère s'il arrivait à rejoindre Moutier sain et sauf. Après 4 jours, il retrouva Moutier et fit alors ériger le monastère, auquel il donna le nom de Bellelay (belle laie).
Selon d'autres sources, le monastère aurait été construit sous l'impulsion de l'évêque de Bâle à la frontière sud-ouest de l'évêché sur les terres de l'abbaye Moutier-Grandval. Le monastère fut confirmé par le pape Innocent II en 1142. Il existe de nombreuses orthographes issues des premiers temps du monastère : Balelaia, Belelagia, Belelai, Belilaia, Bellale, Bella Lagia, Bellelagia und Bellilagia. Le nom venant du latin vulgaire bella lagia (jolie forêt).

Armoiries de Bellelay

Le monastère possédait plusieurs propriétés terriennes dispersées plus ou moins loin. Il fut ainsi le monastère-père du prieuré de Grandgourt, du monastère de Gottstatt et de l'abbaye Himmelspforte à Grenzach-Wyhlen en Bade-Wurtemberg (Allemagne).
Bellelay se tenait sous l'autorité du diocèse de Bâle, mais signa un "droit de cité" avec Berne et Soleure (au plus tard en 1414) tout comme avec Bienne (1516). Durant les Guerres de Souabe en 1499 les bâtiments furent rançonnés. Le monastère reste cependant épargné des effets de la Guerre de Trente Ans grâce à son contrat avec Soleure. Il vit surtout son âge d'or au XVIIIe siècle comme centre de formation renommé pour les fils des nobles européens (un pensionnat fut érigé en 1772).
En l'an 1797, le bâtiment fut occupé par les troupes françaises qui sécularisèrent le monastère. À cette occasion, le précieux mobilier fut vendu. Un autel se trouve, par exemple, actuellement à l'église paroissiale Notre-Dame de l'Assomption de Saignelégier.
Au XIXe siècle, le bâtiment du monastère fut utilisé comme fabrique de montres, puis comme brasserie et finalement en tant que verrerie.
En 1890, le canton de Berne acquiert le terrain et utilise alors le bâtiment comme clinique psychiatrique. Elle embauche en 2016 Yann Hodé, psychiatre, directeur médical des services psychiatriques du Jura bernois, médecin de 55 ans à l'approche révolutionnaire en psychiatrie : « L'évaluation de la qualité des soins par les malades atteints de troubles psychiatriques. »
Depuis la fin des années 1960, l'Abbatiale accueille des concerts et des expositions organisés par la Fondation de l'Abbatiale de Bellelay.

## Architecture
L'actuel édifice de l'église du monastère Mariä Himmelfahrt fut érigé par Franz Beer d'après le modèle vorarlbergien entre 1708 et 1714. L'église possède deux tours frontales trapues, qui autrefois étaient garnies de bulbes. À l'intérieur, on peut admirer de précieuses décorations en stuc de l'école de Wessobrunn (1713). Les bâtiments du monastère de style baroque proviennent eux aussi du début du XVIIIe siècle.

## Reconstruction du Grand Orgue (2009)
Après de longues et minutieuses recherches, poursuivies par plusieurs spécialistes de l'organologie en Suisse (voir ci-dessous dans : Bibliographie), l'orgue Joseph Bossart (1665-1748) de Bellelay a pu être reconstruit puis inauguré en juin 2009. Cet instrument remarquable représente la restitution historique d'un patrimoine artistique considérable, qui fut perdu et dispersé au moment de la Révolution française, en 1797. C'est la manufacture suisse d'orgues Orgelbau Kuhn (de) qui a reconstruit cet instrument. (Remarque : le facteur Joseph Bossart est aussi souvent orthographié " Bossard " dans les textes historiques).

## Galerie d'images

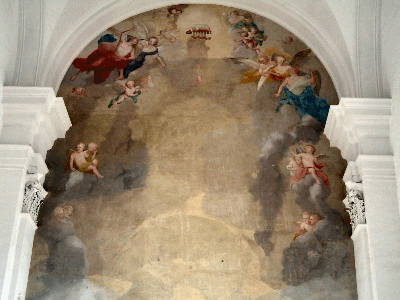
Peinture sur stuc
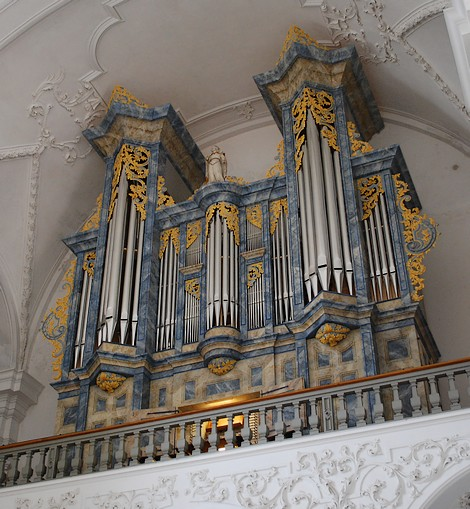
Grand Orgue reconstruit, 2009
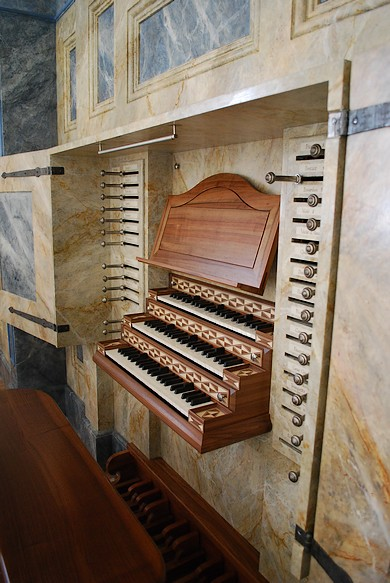
Les claviers du Grand Orgue reconstruit